# Trogsta
Trogsta är en by och småort i Forsa socken i Hudiksvalls kommun, Hälsingland, belägen i närheten av Sörforsa.
Trogsta har en bygemenskap med navet i Trogstagården där diverse fester och aktiviteter ordnas. 
Trogsta är mest känd för den järnåldersboplats som här undersöktes 1976-1982. Boplatsen omfattade lämningar av 9 husgrunder, 12 gravar och 6 röjningsrösen. De flesta byggnaderna var treskeppinga långhus, det största med en längd av 38 meter. Djurhållning förefaller ha varit den främsta näringen, vid sidan om odling av korn samt havre, råg och lin. Under den största gravhögen från omkring 500 e. Kr. påträffade man odlingsspår. Även metallbearbetning förekom på platsen.